# Lee Da-bin
Lee Da-bin (Ulsan, 7 de dezembro de 1996) é uma taekwondista sul-coreana, medalhista olímpica.

## Carreira
Da-bin conquistou a medalha de bronze nos Jogos Olímpicos de Verão de 2020 em Tóquio, após confronto na final contra a sérvia Milica Mandić na categoria acima de 67 kg. Ela se tornou campeã mundial no evento de peso médio feminino no Campeonato Mundial de Taekwondo de 2019. Nos Jogos Olímpicos de Verão de 2024, em Paris, voltou a conseguir a medalha de bronze na categoria mais de 67 kg feminino.